# Петар Наумоски
Петар Наумоски (рођен 27. августа 1968. у Прилепу) је бивши македонски кошаркаш. Играо је на позицији плејмејкера.

## Биографија
Каријеру је почео у екипи Работничког одакле као млад играч 1989. одлази у Сплит. Са Сплићанима проводи две сезоне и осваја по два пута Првенство СФРЈ, Куп и Куп европских шампиона. Након избијања рата напушта Хрватску и враћа се у Работнички за сезону 1991/92. У тој сезони је бележио просечно 17,6 поена и био девети стрелац лиге.
Године 1992. одлази у Турску и потписује за Ефес пилсен где проводи две сезоне. Потом следи једна сезона у Бенетону из Тревиза па повратак у Ефес пилсен где остаје до 1999. године. За сезону 2000/01. прелази поново у Бенетон, да би током сезоне 2001/02. играо за Монтепаски Сијену а потом проводи две сезоне у Милану. Године 2004. се поново вратио у Турску и провео остатак сезоне 2003/04. у екипи Улкерспора. Након више од шест година паузе, вратио се професионалној кошарци у сезони 2010/11. у дресу МЗТ Скопља.
Био је дугогодишњи репрезентативац Македоније и са њима је наступао на Европском првенству 1999. у Француској.

## Успеси

### Клупски
- Сплит:
  - Куп европских шампиона (2): 1989/90, 1990/91.
  - Првенство Југославије (2): 1989/90, 1990/91.
  - Куп Југославије (2): 1989/90, 1990/91.
- Ефес пилсен:
  - Куп Радивоја Кораћа (1): 1995/96.
  - Првенство Турске (4): 1992/93, 1993/94, 1995/96, 1996/97.
  - Куп Турске (4): 1994, 1996, 1997, 1998.
  - Куп Председника (4): 1992, 1993, 1996, 1998.
- Бенетон Тревизо:
  - ФИБА Европски куп (1): 1994/95.
  - Куп Италије (1): 1995.
- Монтепаски Сијена:
  - ФИБА Сапорта куп (1): 2001/02.
- Улкерспор:
  - Куп Турске (1): 2004.
  - Куп Председника (1): 2004.